# Tommaso Alghisi
Tommaso Alghisi (Firenze, 1669 – 1713) è stato un medico italiano.
Chirurgo a Santa Maria Nuova a Firenze, divenne il massimo esperto dell'epoca nella cura della calcolosi vescicale.
Curò un'ulcera varicosa a Clemente XI, soddisfacendo il pontefice.
Fu ostile avversario della teoria della generazione spontanea.